# 1-я армия (Российская империя)
1-я армия (1 А) — временное общевойсковое оперативное объединение (полевая армия) Русской императорской армии во время русско-турецкой (1828—1829), подавления польского восстания (бунта) (1830—1831), Крымской и Первой мировой войн (сформирована из соединений, частей, учреждений и заведений Виленского военного округа).

## 1-е формирование (XIX век)
В соответствии с руководящими документами, например «Учреждением для управления большой действующей армией», полевые армии России являлись временными формированиями создававшимися на время вооружённого конфликта. Перед Отечественной войной 1812 года были созданы 1-я Западная армия Барклая-де-Толли, 2-я Западная армия Багратиона, 3-я Западная армия Тормасова. Позже, под Смоленском, была сформирована Главная армия, из 1-й и 2-й армий. В октябре 1814 года их части войск Главной и 3-й (Обсервационной) армий была сформирована 1-я армия (Главнокомандующий генерал-фельдмаршал М. Б. Барклай де Толли) Армия предназначалась для прикрытия западной границы Российской империи. Во время русско-турецкой войны (1828—1829) и подавления польского восстания (1830—1831) некоторые соединения и части из состава 1-й армии выделялись на усиление 2-й армии и Действующей армии и принимали участие в военных действиях.
С 1814 года состояла из управления, пяти пехотных и 2-го, 3-го, 4-го, 5-го резервных кавалерийских корпусов.
К началу царствования императора Николая I (1825 год) в составе 1-й армии:
- 1-й пехотный корпус;
- 2-й пехотный корпус;
- 3-й пехотный корпус;
- 4-й пехотный корпус;
- 5-й пехотный корпус;
- 1-й кавалерийский корпус;
- 2-й кавалерийский корпус;
- 3-й кавалерийский корпус;
- 4-й кавалерийский корпус;
- 5-й кавалерийский корпус.

Главный штаб 1-й армии был расформирован к 1 сентября 1835 года, а основная часть её формирований переведены в Действующую армию. Для окончания дел Главного штаба армии была учреждена Временная комиссия, просуществовавшая до 1842 года.

## 2-е формирование
1-я армия была вновь сформирована в марте 1856 г. из войск Западной и Средней армий. Они, в свою очередь, образовались годом ранее путем разделения Действующей армии, располагавшейся в Царстве Польском со времени подавления Польского восстания (1830—1831). Главнокомандующим 1-й армией был назначен генерал М. Д. Горчаков. Главнокомандующие армией одновременно являлись наместниками Царства Польского.
В мае 1862 года военный министр Д. А. Милютин представил Александру II предложения под заглавием «Главные основания предполагаемого устройства военного управления по округам». В основе этого документа было и следующее положение: Уничтожить деление в мирное время на армии и корпуса, высшей тактической единицей считать дивизию. 6 июля 1862 года вместо Первой армии были учреждены Варшавский, Киевский и Виленский военные округа.

## 3-е формирование (Первая мировая война)
С начала Первой мировой войны в июле 1914 года на основе штаба Виленского военного округа было образовано Полевое управление 1-й армии.

## Состав
В августе 1914 года в состав 1-й армии входили:
- Полевое управление (Штаб 1 А).
  - Управление инспектора артиллерии 1 А.
  - Подвижной артиллерийский запас 1 А.
  - Управление начальника инженеров 1 А.
  - Общий суд корпусов 1А.
- III армейский корпус[10]
- IV армейский корпус
- XX армейский корпус
- 5-я стрелковая бригада
- 1-я гвардейская кавалерийская дивизия
- 2-я гвардейская кавалерийская дивизия
- 1-я кавалерийская дивизия
- 2-я кавалерийская дивизия
- 3-я кавалерийская дивизия
- 1-я отдельная кавалерийская бригада
- 1-й армейский авиационный отряд Русского Императорского Военно-воздушного Флота.
- 1-я полевая тяжёлая артиллерийская бригада
- 10-й полевой авиаотряд
- 3-й понтонный батальон
- 4-й понтонный батальон
- 2-й железнодорожный батальон

В ходе войны в разное время в составе армии находились 1-й гвардейский корпус, 1-й, 2-й, 6-й, 13-й, 14-й, 15-й, 19-й, 21-й, 23-й, 26-й, 27-й, 28-й, 30-й, 34-й, 36-й, 37-й и 38-й армейские корпуса, 2-й Кавказский армейский корпус, 1-й, 2-й, 5-й, 6-й Сибирские армейские корпуса, 1-й Туркестанский армейский корпус, 1-й, 3-й, 6-й и 7-й кавалерийские корпуса.
На конец 1917 года штаб армии располагался в Альт-Шваненбург (ныне Гулбене), армия имела в своём составе:
- II армейский корпус
- XXI армейский корпус
- XXVIII армейский корпус
- III кавалерийский корпус

## В составе
- Действующей армии (1814—1835)
- Северо-Западного фронта (июль 1914 — август 1915)
- Западного фронта (август 1915 — апрель 1916)
- Северного фронта (апрель 1916 — июль 1917)
- Юго-Западного фронта (июль — сентябрь 1917)
- Северного фронта (сентябрь 1917 — начало 1918)

## Боевые действия

### 1-я армия в сражениях в Восточной Пруссии в 1914 г.
Во исполнение директивы Главнокомандующего «возможно глубже охватить левый фланг противника с целью отрезать его от Кёнигсберга», утром 4/17 августа 1914 года пехотные дивизии 1-й русской армии под командованием генерала П.К. фон Ренненкампфа на фронте в 70 вёрст перешли границу с Восточной Пруссией и устремились на северо-запад: на правом фланге 28-я и 29-я XX корпуса, в центре 25-я и 27-я III корпуса, на левом фланге 40-я и 30-я IV корпуса. 5-я стрелковая бригада шла южнее и была подчинена командиру 1-й кавалерийской дивизии генералу Гурко.
В тот же день произошло первое боевое столкновение между русскими и немцами у Сталупенена.
На действия армии большое влияние оказали действия конницы.

#### Первое боевое столкновение 1-й русской армии
Дивизии III корпуса 1-й русской армии в 11 часов утра развернулись на линии Эйдкунен — Будвейчен и повели энергичное наступление на позиции подразделений 1-го немецкого корпуса 8-й германской армии. Противник, стойко удерживая оборону, ответил сильнейшим артиллерийским огнём. Тем не менее, к 4 часам III корпус овладел линией Малиссен — Допенен. В начале боя выявилось движение германской пехоты с артиллерией от Сталупенена к Бильдервейчену с целью охвата 25-й дивизии с правого фланга. Командир 29 пехотной дивизии XX русского корпуса генерал Розеншильд фон Паулин Анатолий Николаевич по собственной инициативе, «не имея против себя крупных частей противника», поддержал соседнюю 25 дивизию и нанес удар в тыл немцам. Блестящие действия генерала привели к разгрому немцев у Бильдервейчена. 115-й Вяземский пехотный полк взял «у неприятеля пленных и 8 орудий». К концу дня на правом фланге сводный конный корпус генерала Хана Нахичеванского продвинулся к Пилькалену.
На левом фланге III корпуса 40 пехотная дивизия IV корпуса «вследствие неурегулированности движения» оторвалась от 27-й дивизии на 12-18 вёрст и у Мелькемена ввязалась в бой. Дивизионная конница для прикрытия промежутка отсутствовала. 105-й Оренбургский полк, действуя на левом фланге 27 пехотной дивизии, производил охват правого фланга Сталупененской германской группы. Данной ситуацией воспользовался противник: неожиданно, в разрыв атаковал тыл 105-го полка силами 4-х батальонов с 5-ю батареями 2-й германской дивизии. Полк «был буквально расстрелян»: убит командир полковник Комаров, выбыли из строя 31 офицер и 2989 солдат. Части 27 дивизии с большими потерями отошли.
Военный историк Н. Н. Головин отмечал, что бой у Сталупенена для немцев являлся разведочным. Командование 8-й германской армии пыталось выяснить движение 1-й русской армии к северу от Роминтенского леса. Выяснив обстановку, командующий 8-й германской армии генерал фон Притвиц приказал командиру 1-го немецкого корпуса генералу Франсуа оттянуть войска к Гумбинену. Однако, генерал, не подчинившись приказу, решил «побить русских» и ввёл в бой всю 1-ю пехотную дивизию и часть 2-й.
 В результате, если он бьёт русских на своём правом фланге, то он был ещё сильнее побит русскими на своём левом фланге, где он теряет даже пушки. Вечером он начинает отвод назад ввязавшихся у Сталупенена сил. Генерал фон Притвиц остался недоволен действиями командира 1-го корпуса; но последний для своего обеления составил донесение, изображающее бой у Сталупенена как свою большую победу. … Эта ложь сыграет известную роль в дальнейших событиях 
У командующего 8-й армии и других командиров немецких корпусов сложилось «преувеличенное представление о своём качественном превосходстве над русскими». Данная иллюзия дорого обошлась немцам через несколько дней у Гумбинена.

#### Развертывание на новом рубеже
Первую половину дня 5/18 августа 1-я русская армия приводила в порядок пострадавшие части. После 2 часов дня центр армии генерала Ренненкампфа двинулся вперёд. К вечеру 5/18 августа фронт армии проходил по линии Мальвишкен — Мингштимен — Сталупенен — Раковкен — Зеескен de:Szeszki (Wieliczki). Следуя директиве Главнокомандующего, предписывающей охват левого фланга 8-й немецкой армии, генерал Ренненкампф «направляет 5 пехотных дивизий и 4 с половиной кавалерийских дивизий к северу от Роминтеновского леса и намечает захват к вечеру 6/19 августа рубежа (Ушбален — Пусперн — Соденен — Гольдап), на восточном берегу реки Роминте. … Углубление задуманного им охвата достигается направлением на Инстербург четырёх кавалерийских дивизий генерала Хана Нахичеванского». Для выполнения поставленных задач правофланговые 28 и 29 дивизии XX русского корпуса вынуждены были вести наступательные бои против главных сил I-го германского корпуса: 28-я дивизия к вечеру 6/19 августа оттесняет немцев на линию Гудачен — Небудшен, 29-я дивизия достигает линии Кармонен — Пусперн. Корпус генерала Хана Нахичеванского с 6 конными батареями спешивается (4 пехотных батальона) и на фронте 6 верст у Краупишкен имеет полный успех над 2-й немецкой ландверной пехотной бригадой (6 пехотных батальонов с 2 батареями). Однако, генерал на достигнутом рубеже закрепляться не стал. Отвёл корпус назад в район Линденталь и не принял участия в событиях 7/20 августа. Тем самым, он открыл для охвата правый фланг XX русского корпуса. Мотивом «антидисциплинарного поступка» назвал: необходимость в пополнение ресурсов корпуса.
Возникшая угроза левому флангу 8-й германской армии «побуждает генерала Притвица решиться ликвидировать её контрударом». На 7/20 августа он назначает общую атаку.

#### У Гумбинена
В 3.30 утра 7/20 августа по всему фронту 28-й пехотной дивизии XX русского корпуса (правый фланг 1 русской армии) был открыт массированный артиллерийский огонь из 12 батарей 1-й германской пехотной дивизии, усиленные 4 батареями тяжёлых гаубиц. 28-я дивизия имела только 6 батарей лёгких пушек, которые не могли подавить огонь: немецкие батареи расположились в окопах. В 8 часов утра 1-я германская пехотная дивизия начала фронтальную атаку позиции 28-й пехотной дивизии. 2-я германская дивизия (левый фланг I-го немецкого корпуса), занявшая своим правым флангом Мальвишкен, повела также атаку на 28-ю пехотную дивизию в направлении на Мингштимен. Положение 28-й дивизии становилось катастрофическим. Атакуемая немцами с фронта, фланга и тыла, неся огромные потери, под ураганным обстрелом немецкой артиллерии дивизия начинает постепенный отход за линию русских 4-й, 5-й и 6-й батарей:
 менее чем в версте перед батареями тянулось шоссе, и через минуту, насколько хватало глаз, через шоссе хлынула серая волна густых немецких колонн. Батареи открыли беглый огонь и белая полоса шоссе стала серой от массы трупов. Вторая волна людей в остроконечных касках и снова беглый огонь 
.
Потери, понесённые частями 1-й германской пехотной дивизии у Бракупенена, «приковали германскую боевую линию в районе этого селения». Остатки частей 28-й русской пехотной дивизии «пристроились» к правому флангу 29-й пехотной дивизии. Против 29-й пехотной дивизии действовали части правого фланга 1-й германской дивизии и часть дивизии (16-й ландвер-дивизион) de:Georg Brodrück генерала Бродрюка. Господства в огне немцы не достигают. Все атаки немецких частей 29- я русская пехотная дивизия отбивает. Командующий 29-й дивизии генерал Розеншильд фон Паулин Анатолий Николаевич «искусно и спокойно» руководил боем и тем самым спас 1-ю русскую армию.
Героем дня был III русский корпус. Командир корпуса генерал Епанчин планировал упредить наступательные действия немцев. Однако, 25-я и 40-я дивизии не успели к 5 утра произвести сосредоточение. В 6 часов левофланговая 35 дивизия XVII германского корпуса развернула свою артиллерию и атаковала подходящие части 25-й дивизии. В неблагоприятных для русских частей условиях «разгорелся встречный бой». В распоряжении командира 25-й дивизии генерала Булгакова находились артиллерийская бригада и 25-й мортирный полк. Центр 25-й дивизии «поддался назад». Однако, правофланговый 95-й Лифлядский пехотный полк, прочно удерживая позицию, отбивал атаки левофланговых частей дивизии генерала Бродрюка. С 10 часов до 12 левый фланг 35-й немецкой дивизии энергично атакует центр 25-й дивизии, которая отходит на линию Гудин — Ионасталь. В результате одна бригада 35-й немецкой дивизии оказывается в мешке. С севера две батареи из района 97-го Лифлядского полка и две батареи с юга соседней 27-й артиллерийской бригады «простреливают этот мешок», применяя «фланкирующий» огонь. Атака массированными построениями 35-й немецкой дивизии «жестоко расстреливается русской артиллерией». Давление на центр 25-й дивизии прекращается.
7/20 августа стал славным днём и для 27-й русской пехотной дивизии III корпуса. В 7 часов утра она успела развернуться. Около 8 часов начался обстрел русской позиции немецкой тяжёлой артиллерии из-за реки Реминте. Правофланговые части 35-й и левофланговые части 36-й германских пехотных дивизий начали атаку центра и левого фланга 27-й русской пехотной дивизии. Недооценивая стойкость русских войск немцы намеревались «сбить их с одного маху». Подойдя ближе чем на 1000 шагов, немцы попали в сферу действия ружейного и пулемётного огня. Бросившиеся с большим порывом вперёд германские цепи залегли. Потери были огромны: линии полегли полностью с офицерами. Сказалась «отличная постановка стрелкового обучения в русской армии после японской войны». Части XVII германского корпуса вновь и вновь атаковали центр и фланги 27-й пехотной дивизии:
 немецкая пехота шла в атаку линиями густых цепей. Стройность движения была поразительна. Видно было как соблюдалось равнение. Некоторые начальники ехали верхом среди войск
Однако действия пулемётного огня и «с особенным искусством» русской артиллерии всякий раз наносила противнику огромные потери. Около 4 часов дня начался отход немецкой пехоты: «сначала отдельные люди, а затем неудержимой волной хлынула назад вся боевая линия». Участник сражения у Гумбинена лейтенант 5-го гренадерского полка XVII немецкого корпуса Курт Хессе de:Kurt Hesse вспоминал:
 один из лучших германских корпусов был укомплектован немцами из Восточной Пруссии, померанцами, немцами из Западной Пруссии, гамбуржцами… И это люди, которые в течение всей последующей войны выказали исключительное мужество… Эти самые люди дошли до предела своих моральных сил после того, как они всего несколько часов пробыли в бою, не видя противника и лишь чувствуя на себе его огонь… Начинается развал, сначала медленно, но затем он идет все быстрее … пока наконец паника не одерживает победы над самой прочной дисциплиной -дисциплиной прусской 
.
Командир 27-й русской пехотной дивизии генерал Август-Карл-Михаил Михайлович Адариди доносил, что несмотря на понесённые потери в бою 4/17 августа дивизия отразила все атаки частей XVII германского корпуса и «оказала существенную поддержку левому флангу 25-й дивизии». 27-й пехотной дивизии «пришлось вести очень горячий бой, стоивший противнику большой крови». Однако, сама дивизия понесла небольшие потери (12 % от личного состава). Объясняется это тем, что 27-я пехотная дивизия смогла «продуктивно» использовать всю свою артиллерию, увязав слаженные действия пехотных полков с огневой поддержкой.
Непосредственный участник битвы при Гумбинене, капитан, командир 16-й роты 106-го Уфимского полка 27-й пехотной дивизии Успенский А. А. писал, что отступление немецких войск от Гумбинена носило характер совершенного бегства:
 чудный дворец, окружённый роскошным парком …громадный длинный стол, персон на 100, был накрыт и сервирован: всевозможными закусками и блюдами и ассортиментом разных вин и водок, вазами с цветами и т. д. Но видно было, что обед был ещё не окончен, когда неожиданная весть о поражении и отступлении XVII немецкого корпуса пришла сюда (Алленбург). Произошло повальное бегство от этого стола, из этого замка хозяев и гостей, всех до одного! На многих тарелках лежали взятые яства, почти нетронутое вино в бокалах…
Неудача XVII немецкого корпуса произвела на командующего 8-й армией и его штаба «особенное удручающее впечатление после хвастливых донесений генерала Франсуа» о результатах боя у Сталупенена. Немцы были ошеломлены подготовкой и выучкой русской армии. Генералу Притвицу и генералу Вальдерзее в голову не приходило, что «1-я русская армия была направлена в первое решительное сражение в составе всего 6 с половиной неполных пехотных дивизий при слабой артиллерии». Сражение под Гумбиненом «совершенно лишила командование 8-й германской армии душевного равновесия». Фон Притвиц признал поражение XVII германского корпуса и армии близ Гумбинена. Кроме того, 7/20 августа Притвиц получил донесение «об обнаружении крупных русских сил западнее» Млавы с направлением на Дейч-Эйлау. Было решено усилить южную группу генерала Шольца (XX корпус с приданными частями), прикрывающей Дейч-Эйлау, путём переброски I-го армейского корпуса на правый фланг и 3-й резервной пехотной дивизии на левый фланг XX корпуса. 8/21 августа по представлению генерала Мольтке, также поддавшемуся пессимизму, Кайзер принял решение о смещении генерала фон Притвица с должности и назначении генерала Гинденбурга командующим 8-й армией и о «немедленном усилении 8-й армии тремя корпусами взятыми из войск, сражающихся во Франции». Данное решение существенно изменило соотношение сил германских и французских войск накануне битвы на Марне и способствовало России в полной мере выполнить свой союзнический долг перед Францией.
 Победа у Гумбинена — результат достигнутый высокими качествами перволинейных войск благодаря той выдающейся боевой подготовке, до которой в мирное время довёл генерал Ренненкампф войска вверенного ему Виленского военного округа 
1-я армия — активная участница Наревской операции 10 — 20 июля 1915 г.

### Дальнейшие боевые действия 1914 г.
Несмотря на понесённые потери, в сентябре-октябре 1914 года армия продолжала вести активные боевые действия, обеспечивая правый фланг русских войск в Варшавско-Ивангородской операции. Активные боевые действия армия вела в Лодзинской операции (октябрь-декабрь 1914 года), в которой из-за неумелых действий командующего армией П. К. фон Ренненкампфа была упущена попавшая в полное окружение немецкая группа войск генерала Шеффера. За это Ренненкампф был снят с должности.

## 1915 и 1916 годы
Весной 1915 года армия вновь вела активные действия в ходе первой и второй Праснышских операций, отразив два крупные немецкие наступления. С 27 мая по 2 июня 1915 года 1-я армия нанесла сильный удар по частям Южной германской армии у Журавино, полностью разбив 3-ю пехотную дивизию (только пленных взято до 18 000 человек). Во время Великого отступления летом 1915 года армия прикрывала отход главных сил русских войск из Польши и сдерживала натиск численно превосходившей её 12-й германской армии. В июне-июле 1915 года армия с боями отходила от границы до озера Нарочь, где серией контрударов остановила немецкое наступление. Затем армия удерживала свои позиции на левом фланге Северного фронта.
В ходе Нарочской операции в марте 1916 года 1-я армия наносила вспомогательный удар, окончившийся неудачей.

## 1917 год
В апреле армия была передислоцирована севернее, получив задачу прикрывать подступы к Петрограду. В июне армия была переброшена на Юго-Западный фронт для участия в решающем наступлении русских войск, но из-за провала Июньского наступления к сентябрю её вернули обратно на Северный фронт. После Брестского мира штаб армии был выведен в Ростов, где и расформирован.

## Командующие войсками
- хх.хх.1814—14.05.1818 — главнокомандующий генерал-фельдмаршал граф (с 30.08.1815 князь) Барклай де Толли, Михаил Богданович
- 18.06.1818—хх.хх.1835 — главнокомандующий генерал от инфантерии (с 22.08.1826 генерал-фельдмаршал) барон (с 08.04.1821 граф, с 08.11.1832 князь) фон-дер Остен-Сакен, Фабиан Вильгельмович
- хх.03.1856—16.05.1861 — главнокомандующий генерал-адъютант генерал от артиллерии князь Горчаков, Михаил Дмитриевич
- 16.05.1861—06.08.1861 — временный главнокомандующий генерал-адъютант генерал от артиллерии военный министр Сухозанет, Николай Онуфриевич
- 06.08.1861—21.04.1862[30] — командующий генерал-адъютант генерал от кавалерии граф Ламберт, Карл Карлович
  - 09.10.1861—27.05.1862 — временно главнокомандующий генерал-адъютант генерал от инфантерии Лидерс, Александр Николаевич
- 19.07.1914—18.11.1914 — генерал от кавалерии фон Ренненкампф, Павел Карлович
- 05.12.1914—02.04.1917 — генерал от кавалерии Литвинов, Александр Иванович
- 12.04.1917—15.04.1917 — генерал-лейтенант Одишелидзе, Илья Зурабович
- 15.04.1917—20.04.1917 - генерал-майор Довбор-Мусницкий Иосиф Романович[источник не указан 600 дней]
- 22.04.1917—30.07.1917 — генерал-лейтенант Соковнин, Михаил Алексеевич
- 31.07.1917—09.09.1917 — генерал-лейтенант Ванновский, Глеб Михайлович
- 09.09.1917—хх.02.1918 — генерал-лейтенант фон Нотбек, Владимир Владимирович